# Pálnagy Zsigmond
Pálnagy Zsigmond (Hajdúböszörmény, 1896. május 18. – Hajdúböszörmény, 1959. december 15.) festő.

## Életútja
A budapesti Iparművészeti Főiskolán tanult, mesterei Udvary Géza és Ujváry Ignác voltak. Tanulmányutat tett Bécsben, Firenzében, Milánóban, Rómában, Nápolyban és Párizsban is. Művei főként portrék és életképek. 1924-ben állított ki először önállóan, majd 1928-ban a debreceni Műpártoló Egyesületben volt tárlata. Emellett részt vett a Műcsarnok kiállításain is. Műveit a debreceni Déri Múzeum és a hajdúböszörményi Hajdúsági Múzeum őrzi.